# Anton Anderledy
Anton Maria Anderledy SJ (ur. 3 czerwca 1819, Berisal (Valais), Szwajcaria, zm. 18 stycznia 1892, Fiesole (Florencja), Włochy) – szwajcarski jezuita, 23. Przełożony Generalny Towarzystwa Jezusowego.

## Religijna i akademicka formacja
Syn dyrektora poczty wstąpił do nowicjatu jezuitów w Brig-Glis w 1838. Po nowicjacie przez dwa lata (1842-44) uczył języków klasycznych w Kolegium we Fryburgu, gdzie wyróżniał się jako nauczyciel łaciny. Filozofię studiował w Rzymie (1844-47) i tam rozpoczął studia teologiczne. Z powodów zdrowotnych powrócił jednak do Fryburga. Gdy jezuici zostali wygnani ze Szwajcarii (listopad 1847), Anderledy zaangażował się w studia w Chambéry (Savoie) skąd kolejne wygnanie zakonu (marzec 1848) rzuciło go wraz z pięćdziesięciu innymi jezuitami do Stanów Zjednoczonych. Wciąż jako student teologii ukończył kursy w Saint Louis (Missouri) i został tam wyświęcony na kapłana (29 września 1848) przez arcybiskupa Petera Kenricka.

## Misjonarz, Rektor, Prowinciał
Przez dwa lata (1848-50)opiekoował się Anderledy niemieckimi emigrantami w Green Bay (Wisconsin), czemu oddawał się z wielkim zaangażowaniem. Do Europy został odwołany w 1850 przede wszystkim w celu dokończenia formacji zakonnej ('Trzecia probacja') w Drongen (Belgia) i wkrótce potem (1851) do Niemiec, aby przyłączyć się do grupy misjonarzy ludowych przewodzonych przez o. Petera Roha. Wraz z nim przeprowadził ponad 40 misji ludowych w różnych miastach niemieckich. W 1853 został wybrany rektorem kleryków w Kolonii. Towarzyszył im w przenosinach do Paderborn i pozostał na urzędzie do 1859, kiedy to mianowano go Prowincjałem prowincji niemieckiej. Podczas jego sześcioletniej kadencji zakupiono wspaniałe średniowieczne Opactwo Maria Laach, koło Bonn (1863), gdzie ustanowiono dom wyższych studiów prowincji – Collegium Maximum (do 1892). W 1865 sam Anderledy został profesorem teologii moralnej w Maria Laach. Tam zaczął wydawać pismo teologiczne Stimmen aus Maria-Laach. W 1870 Anderledy został powołany asystentem generała dla asystencji niemieckojęzycznej Towarzystwa.

## XXIII Kongregacja Generalna
Przełożony generalny Pieter Beckx, 88-letni i słaby na zdrowiu, zwołał Kongregację w celu obrania Wikariusza Generalnego. Na skutek niestabilnej sytuacji politycznej, XXIII Kongregacja odbyła się w Fiesole (Florencja) w 1883. Elektorzy niemal jednomyślnie obrali Antona Anderledego Wikariuszem Generalnym z prawem następstwa po Pieterze Becksie. Ta sama Kongregacja wydała dekrety potępiające 'Liberalizm w Kościele' i wzmacniające teologiczną i naukową formację w zakonie. Zaowocowało to wzmocnieniem Uniwersytetu Gregoriańskiego.

## Wikariusz Generalny, Generał
W styczniu 1884 Anderledy podjął wszystkie obowiązki Wikariusza Generalnego, gdy Beckx zapadał coraz bardziej na zdrowiu. Po śmierci Becksa w 1887, Anderledy został kolejnym Przełożonym Generalnym Towarzystwa Jezusowego.
- Listy, które w niewielkiej liczbie napisał do całego Towarzystwa, dotyczył przede wszystkim spraw zakonnych i duchowych: kanonizacja Edmunda Campiona (i innych), promowanie kultu Najświętszego Serca Jezusowego, i znów kanonizacji Alfonsa Rodrigueza, Jana Berchmansa i Alojzego Gonzagi.
- Wspierał papieża Leona XIII, najpierw zdecydowanie popierając (w liście z 1884) papieskie potępienie masonerii w Humanum Genus, a następnie pisząc list potępiający antypapieskie pisma krążące we Francji.
- W tym czasie jezuici byli wyrzucani z wielu krajów Europy; pośrednio przyczyniło się to do dynamicznego rozwoju misji zamorskich. Misja kanadyjska uzyskała niezależność od Anglii. Nowa misja powstała w Mołdawii (1885), Pune (Indie, 1886), Al-Minja (Egipt, 1887). Otwierano szereg wydziałów teologicznych i uniwersytetów: Enghien (francuscy jezuici na wychodźstwie w Belgii, 1887), Los Gatos (Kalifornia), Kurseong (Indie, 1888), Tananarywa (Madagaskar, 1888), itd.
- Przygotował, opatrzył adnotacjami i opublikował Neo-Confessarius Johanna Reutera SJ.

## Ocena
- Kadencja Anderledy'ego ma wszystkie cechy związane z jej krótkim trwaniem, w przeciwieństwie do dłuższych rządów jego poprzedników. Głównym jego zadaniem było kierowanie Towarzystwem, które z wielu krajów było wygnane. Jego kuria znajdowała się w Fiesole (Florencja), a nie w Rzymie, co powodowało dodatkowe trudności w rządzeniu.
- W pamięci jezuitów mu współczesnych zasłynął stałością charakteru. Wykazał się nowoczesnym podejściem do kształcenia, co zaszczepiał w jezuickich uczelniach.
- Pomimo trudnych okoliczności – m.in. zamknięcie wszystkich jezuickich szkół we Francji i Włoszech oraz wygnanie kadry nauczycielskiej – liczba jezuitów sukcesywnie wzrastała: od 11.481 (w roku wyboru) do 13.275 w 1892.